# 레일라 해서웨이
레일라 해서웨이(Lalah Hathaway, 1968년 12월 16일 ~ )는 미국의 가수이다. 소울 가수 도니 해서웨이의 딸이다.
그래미상을 총 6번 수상하였다.